# David García Santana
David García Santana (Maspalomas, 25 februari 1982) is een Spaans voormalig voetballer die doorgaans als verdediger speelde. Hij speelde zijn gehele loopbaan bij UD Las Palmas.

## Loopbaan
García begon met voetballen in zijn geboortedorp bij CD Maspalomas. Hij maakte zijn debuut als senior met UD Vecindario in 2001, in de Segunda División B. 
In de zomer van 2003 ging García aan de slag bij UD Las Palmas, destijds uitkomend in de Segunda División. Hij maakte zijn debuut op 17 september van datzelfde jaar. In de 2-1 uitoverwinning op Elche CF startte de verdediger in de basis. Hij kwam tot 7 optredens in zijn eerste seizoen, waarin de club zich niet wist te handhaven en degradeerde. 
García scoorde zijn eerste doelpunt op 10 december 2006 waarmee hij zijn ploeg op 1−1 zette in de wedstrijd tegen Albacete Balompié, wat tevens de eindstand was. Hij werd vervolgens een onbetwiste starter voor Las Palmas in de volgende seizoen en werd in 2008 tot captain benoemd.
García verscheen in 37 wedstrijden in het seizoen 2014/15 waarmee hij een grote bijdrage had in de promotie van de club naar de Primera División. Dit na een afwezigheid van 13 jaar. Hij maakte zijn debuut in de competitie op 33-jarige leeftijd in met 0-2 verloren thuiswedstrijd tegen SD Eibar op 3 oktober 2015.
In de Copa del Rey werd dat seizoen ook succes geboekt. Las Palmas bereikte de kwartfinale door overwinningen op Real Sociedad en SD Eibar, waarna ze in een tweeluik werden uitgeschakeld door Valencia. Dit was de beste bekerprestatie sinds 1997. 
In 2019 beëindigde García zijn profloopbaan. Een seizoen eerder was zijn ploeg gedegradeerd uit de Primera División. Hij speelde in totaal 474 officiële duels voor Las Palmas.
1 Cillessen ·
2 Park ·
3 Mármol ·
4 Suárez ·
5 J. Muñoz ·
6 González ·
7 Pejiño ·
8 Campaña ·
9 Cardona ·
10 Moleiro ·
11 B. Ramírez ·
12 Loiodice ·
13 Horkaš ·
14 Fuster ·
15 McKenna ·
16 McBurnie ·
17 Mata ·
18 Rozada ·
19 S. Ramírez ·
20 Rodríguez  ·
21 Gil ·
22 Sinkgraven ·
23 Á. Muñoz ·
24 Januzaj ·
25 Valles ·
28 Herzog ·
29 Essugo ·
37 Silva ·
Coach: Carrión
· Assistent-coach: Cisma